# Рекогниција
Рекогниција је дословно препознавање. Односи се на неке садржаје који су раније били запамћени, али недовољно да би били верно репродуковани. Често је то несвесно присећање раније познате, па заборављене идеје или форме која се свесно не доживљава као сећање, већ као лично откриће.